# Rogers (Dakota del Nord)
Rogers è un centro abitato (city) degli Stati Uniti, situato nella Contea di Barnes nello Stato del Dakota del Nord. Nel censimento del 2000 la popolazione era di 61 abitanti. La città è stata fondata nel 1897.

## Geografia fisica
Secondo i rilevamenti dell'United States Census Bureau, la località di Rogers si estende su una superficie di 2,50 km², tutti occupati da terre.

## Popolazione
Secondo il censimento del 2000, a Rogers vivevano 61 persone, ed erano presenti 15 gruppi familiari. La densità di popolazione era di 24 ab./km². Nel territorio comunale si trovavano 29 unità edificate. Per quanto riguarda la composizione etnica degli abitanti, il 100% era bianco.
Per quanto riguarda la suddivisione della popolazione in fasce d'età, il 23,0% era al di sotto dei 18, l'8,2% fra i 18 e i 24, il 19,7% fra i 25 e i 44, il 26,2% fra i 45 e i 64, mentre infine il 23,0% era al di sopra dei 65 anni di età. L'età media della popolazione era di 44 anni. Per ogni 100 donne residenti vivevano 165,2 maschi.